# Караван-сарай Угурлу хана
Караван-сарай Угурлу хана (азерб. Uğurlu Xan karvansarayı) — был возведён в 17-м веке в Гяндже, Азербайджан.
Караван-сарай был построен в начале XVII века на основе проекта архитектора Шейха Бахаддина Мохаммада Амиля. В строительстве здания использовались смесь извести с яичным белком и красный кирпич. В советское время в здании располагалась Кировабадская педагогическая школа имени Мехсети Гянджеви. В настоящее время здание расположено на улице Алибей Гусейнзаде.